# Fleur Faure
Fleur Faure (Aix-en-Provence, 13 augustus 1993) is een Frans voormalig wielrenster die in 2015 reed voor Alé Cipollini en vanaf 2016 tot 2017 uitkwam voor Tre Colli-Forno d'Asolo.

## Carrière
In 2011 werd Faure tweede op het Frans kampioenschap op de weg voor juniores, achter Manon Souyris.
Faure maakte in 2012 deel uit van de ploeg Verinlegno-Fabiani. Namens die ploeg reed ze het Frans kampioenschap op de weg, de Giro Donne en de Ronde van de Limousin. Het kampioenschap beëindigde ze op plek 43, in de twee etappekoersen gaf ze in de eerste etappe op.
Een jaar later vertrok ze naar Bourgogne-Pro Dialog. Ze debuteerd voor haar nieuwe ploeg in de GP Elsy Jacobs, waarin ze de proloog eindigde op plek 110 en in de volgende etappe afstapte. Later dat jaar reed ze het Frans kampioenschap op de weg, ook deze reed ze niet uit. Voor het seizoen 2014 wist ze geen profploeg te vinden.
In 2015 tekende Faure een contract bij het Italiaanse team Alé Cipollini. In de Omloop Het Nieuwsblad maakte ze haar eerste wedstrijdkilometers van het jaar.
Algisi · Bartelloni · Berlato · Cauz · Confalonieri · Cucinotta · Faure · Fernandes · Fidanza · Frapporti · Jasińska · Muccioli · Olds · Oliveira · Rossato · Tagliaferro